# 布萊克霍克 (伊利諾伊州)
布萊克霍克（英語：Blackhawk）是位於美國伊利諾伊州卡洛爾縣的一個非建制地區。該地的面積和人口皆未知。

## 地理
布萊克霍克的座標為42°11′15″N 90°13′26″W / 42.18750°N 90.22389°W，而該地的平均海拔高度為182米（即597英尺）。